# Concert du nouvel an 1944 à Vienne
Le concert du nouvel an 1944 de l'orchestre philharmonique de Vienne, qui a eu lieu le 1er janvier 1944, est le 4e concert du nouvel an donné au Musikverein, à Vienne, en Autriche. Il est dirigé également pour la quatrième fois par le chef d'orchestre autrichien Clemens Krauss.
Johann Strauss II y est de nouveau le compositeur principal, mais son frère Josef ouvre le programme avec cette fois quatre pièces.
Sept pièces sur les treize au total sont jouées pour la première fois au concert du nouvel an.

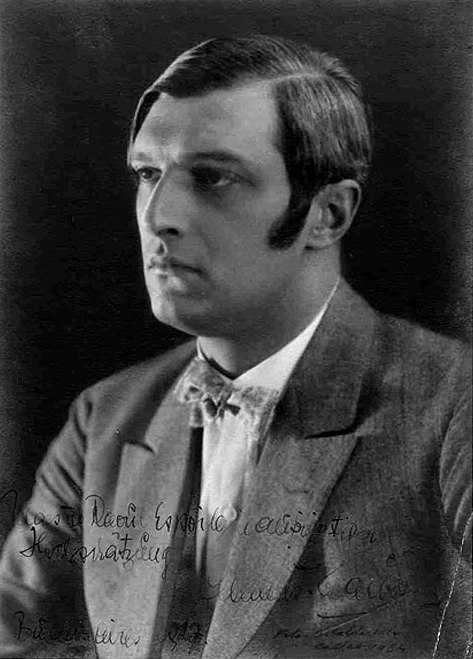
Le chef Clemens Kraus

## Programme
Les pièces suivies d'un astérisque (*) sont jouées pour la première fois.
1. Josef Strauss : Delirien-Walzer, valse, op. 212*
2. Josef Strauss : Verliebte Augen, polka française, op. 185*
3. Josef Strauss : Aus der Ferne, polka-mazurka, op. 270*
4. Josef Strauss : Eislauf, polka rapide, op. 261*
5. Johann Strauss II : Gedankenflug, valse, op. 215*
6. Johann Strauss II : Annen-Polka, polka, op. 117
7. Johann Strauss II : csárdás du Chevalier Pásmán, op. 441
8. Johann Strauss II : Bei uns z’Haus, valse pour chœur masculin et orchestre, op. 361*[1]
9. Johann Strauss II : Im Krapfenwald’l, polka française, op. 336*
10. Johann Strauss II : Unter Donner und Blitz, polka rapide, op. 324
11. Johann Strauss II : Kaiserwalzer, valse, op. 437

### Rappels
1. Johann Strauss II : Perpetuum mobile. Ein musikalischer Scherz, scherzo, op. 257
2. Johann Strauss II : Le Beau Danube bleu, valse, op. 314

Les compositeurs joués
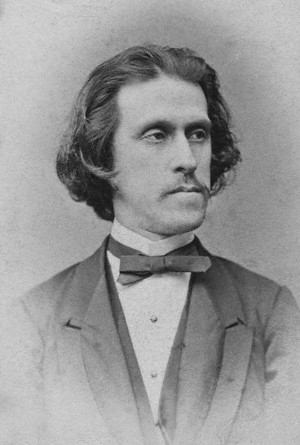
Josef Strauss
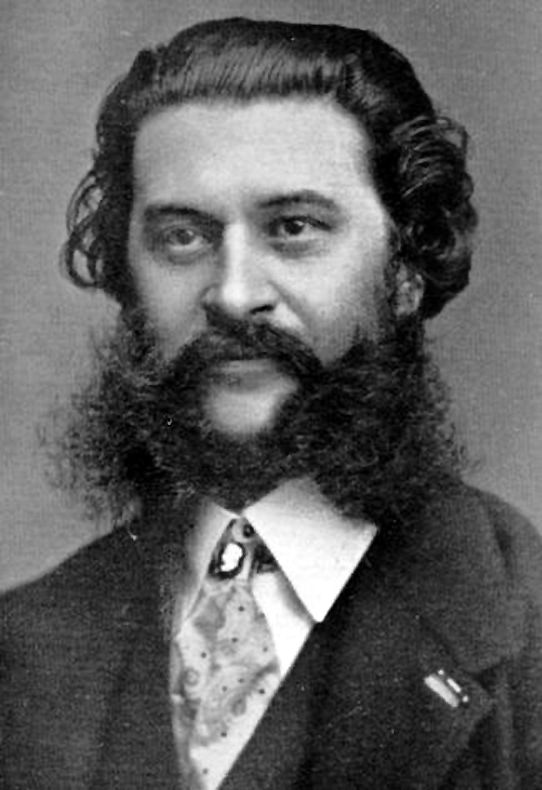
Johann Strauss (fils)